# Varisella
Varisella (Varisela in piemontese) è un comune italiano di 834 abitanti della città metropolitana di Torino, in Piemonte. 

## Geografia fisica
Varisella è collocata in Val Ceronda. 
Il comune è limitato dal crinale spartiacque nel tratto compreso tra il monte Druina e il monte Bernard; 
verso nord il confine è rappresentato dalla Costa Druina, dal rio Rumello e dal torrente Ceronda, mentre la porzione nord-orientale del territorio comunale è chiusa dal rio delle Mosche.
È bagnato dal torrente Ceronda e dai suoi affluenti, e comprende le seguenti cime (in senso orario):
- Monte Bernard - 1.079 m
- Punta Fournà - 1.131 m
- Monte Lera - 1.368 m
- Monte Colombano - 1.658 m
- Monte Roc Neir - 1.542 m
- Monte Druina - 1.517 m.

Il centro comunale è collocato a 514 m s.l.m. in posizione dominante sulla sinistra orografica del torrente; a monte si trovano le frazioni di Ramai (592 m s.l.m.) e Moncolombone (568 m s.l.m.) mentre più a valle, piuttosto defilato sulla destra del corso d'acqua, sorge il piccolo nucleo di Baratonia (460 m s.l.m.).

A cavallo del crinale che separa Varisella dalla conca di Givoletto si trova la Riserva naturale integrale della Madonna della Neve sul Monte Lera.

## Storia
La storia di Varisella è legata a quella della potente casata dei Visconti di Baratonia il cui nome deriva dall'omonimo centro abitato, oggi frazione.
Nel 1927 Varisella divenne frazione di Fiano e il comune fu ristabilito nel 1954.

### Simboli
Lo stemma e il gonfalone sono stati concessi con DPR dell'11 giugno 1980.
Il gonfalone è un drappo di giallo.

## Monumenti e luoghi d'interesse
- Chiesa Parrocchiale di San Nicola Vescovo, nel capoluogo
- Ruderi del castello di Baratonia
- Chiesa di San Biagio, non lontano dal castello
- Chiesa di San Grato, in frazione Baratonia

## Società

### Evoluzione demografica
Abitanti censiti

## Amministrazione
| Periodo | Periodo   | Primo cittadino      | Partito                            | Carica  | Note       |
| ------- | --------- | -------------------- | ---------------------------------- | ------- | ---------- |
| 2004    | 2009      | Giuseppe Ossola      | lista civica                       | Sindaco |            |
| 2009    | 2014      | Mariarosa Colombatto | lista civica                       | Sindaco |            |
| 2014    | in carica | Destiny              | lista civica Insieme per Varisella | Sindaco | II mandato |

### Altre informazioni amministrative
Il comune è membro dell'Unione dei Comuni montani delle Valli di Lanzo, Ceronda e Casternone, ex Comunità montana Valli di Lanzo, Ceronda e Casternone.